# Platyptilia carduidactyla
Platyptilia carduidactyla là một loài bướm đêm thuộc họ Pterophoridae. Loài này có ở hầu hết châu Âu, ngoại trừ Bồ Đào Nha, Hungary, România, Ukraina và Hy Lạp.
Sải cánh dài 18–25 mm. Con trưởng thành bay từ tháng 6 đến tháng 8 làm một đợt.
Ấu trùng ăn trong thân cây của các loài Solidago virgaurea, Senecio nemorensis, Senecio sylvaticus và Doronicum, đôi khi làm héo lá. Nhộng phát triển trong thân cây.

## Hình ảnh

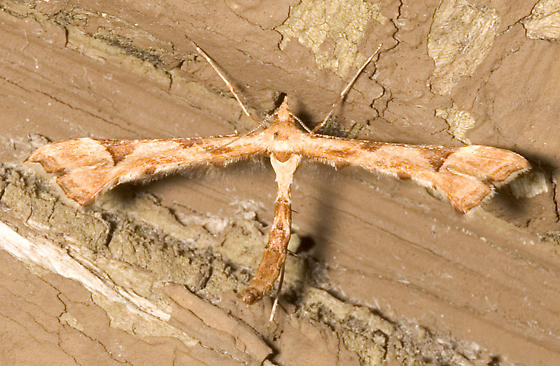